# Добова норма калорій
Добова норма споживання (GDAs) — рекомендоване денне споживання поживних речовин в калоріях, позначається на етикетках продуктів харчування.
GDAs вказує інформацію про приблизну кількість калорій, білків, вуглеводів, жирів, насичених жирів, цукру, солі. Показники GDA вказують на відсоток певних речовин від їх добової потреби.
При розрахунку GDAs Конфедерації Харчової Промисловості ЄС (CIAA) використовує показник середнього споживання калорій, необхідний для жінок, тому що це найкраще відповідає потребам більшості населення. Жінки потребують близько 1800—2200 ккал./день, діти 1500—2000 ккал./день, чоловіки 2200—2700 ккал./день.